# Чернишевський Микола Гаврилович
Мико́ла Гаври́лович Чернише́вський (рос. Николай Гаврилович Чернышевский; 12 (24) липня 1828 — 17 (29) жовтня 1889) — російський публіцист і письменник родом з Саратова, ідеолог революційно налаштованої інтелігенції.

## Життєпис
Чернишевський працював у журналі «Современные Записки», а згодом став ідейним натхненником журналу «Современник», головної трибуни російського опозиційного руху. Засуджений за участь у підпільній організації «Земля і воля» на каторгу і заслання, пробув майже 20 років на Сибіру (1864—1883).

## Творчість
Автор низки творів з політики, економії, філософії і літературної критики. Критикував капіталізм й економічний лібералізм, а щодо бажаного суспільно-економічного ладу був утопічним соціалістом; у філософських поглядах був матеріаліст, але не марксист, де в чому близький до народників, противник слов'янофілів, один з представників російських західників; у літературній критиці — послідовний реаліст. Його роман «Що робити?» (1863) став програмовим твором російської революційної інтелігенції.

## Ставлення до України
У рухах поневолених народів Чернишевський бачив позитивне явище і відстоював право українців творити власну культуру рідною мовою. Позитивно оцінював творчість Тараса Шевченка та інших українських письменників і гостро виступав проти львівського журналу «Слово» за його проросійські наставлення (стаття «Национальная бестактность»).
Популяризували Чернишевського Іван Франко та Михайло Павлик.
Радянська історіографія переоцінювала впливи Чернишевського на цілий ряд українських письменників (Тараса Шевченка, Панаса Мирного, Івана Франка, Павла Грабовського, Лесю Українку), доводячи тезу про «постійний благотворний вплив російської революційної демократів» на українських діячів XIX століття. Павло Тичина в цьому дусі написав поему «Чернишевський і Шевченко».

## Вшанування
Саратовський державний університет імені М. Г. Чернишевського названий на честь письменника.
Низка вулиць названі на його честь.